# Woodwardia
Woodwardia er en slægt af bregner i kambregne-familien med ca. 15 arter. Slægten er hjemmehørende i varme tempererede og subtropiske områder på den nordlige halvkugle og er udbredt i Nordamerika (Canada, USA og Mexico), Østasien (Nepal, Kina, Korea, Japan, Filippinerne og Vietnam), Makaronesien, Nordafrika og på den Iberiske halvø. Slægtens medlemmer er store bregner, med dobbelt fjersnitdelte sammensatte blade, der vokser til 50–300 cm længde afhængigt af arten. Det er store, stedsegrønne urter med blade, der alle udgår fra toppen af den skælklædte jordstængel, der også bærer de trævlede rødder. Slægtens fossile optegnelse strækker sig til Paleocæn. 

## Taxonomi
Woodwardia blev først beskrevet af James Edward Smith i 1793. Den blev opkaldt efter Thomas Jenkinson Woodward. Slægten rummer omkring 15 arter (plus nogle hybrider). I klassifikationen Pteridophyte Phylogeny Group fra 2016 (PPG I) holdes slægterne Anchistea og Lorinseria (hver med en art) adskilt.

### Arter
Plants of the World Online (2019) accepterer følgende arter, undtagen dem, der er placeret i andre slægter i PPG I-systemet.
- Woodwardia auriculata Blume
- Woodwardia fimbriata Sm.
- Woodwardia harlandii Hook.
- Woodwardia intermedia Kristus
- Woodwardia japonica (L.f.) Sm.
- Woodwardia kempii Copel.
- Woodwardia magnifica Ching & P.S.Chiu
- Woodwardia martinezii Maxon ex Weath.
- Woodwardia orientalis (Sv.) Sw.
- Woodwardia prolifera Hook. & Arn.
- Woodwardia radicans (L.) Sm.
- Woodwardia spinulosa M.Martens & Galeotti
- Woodwardia unigemmata (Makino) Nakai

Arter placeret andetsteds i PPG I er:
- Woodwardia areolata (L.) T.Moore = Lorinseria areolata (L.) C.Presl
- Woodwardia virginica (L.) Sm. = Anchistea virginica (L.) C.Presl[7][8]

## Eksterne kilder
- Germplasm Resources Information Network: Woodwardia
- Flora of North America: Woodwardia
- Flora of China: Woodwardia artsliste
- Smiths originale beskrivelse af slægten på Project Gutenberg
- Huxley, A., ed. (1992). New RHS Dictionary of Gardening. Macmillan.